# Chăn thả bảo tồn

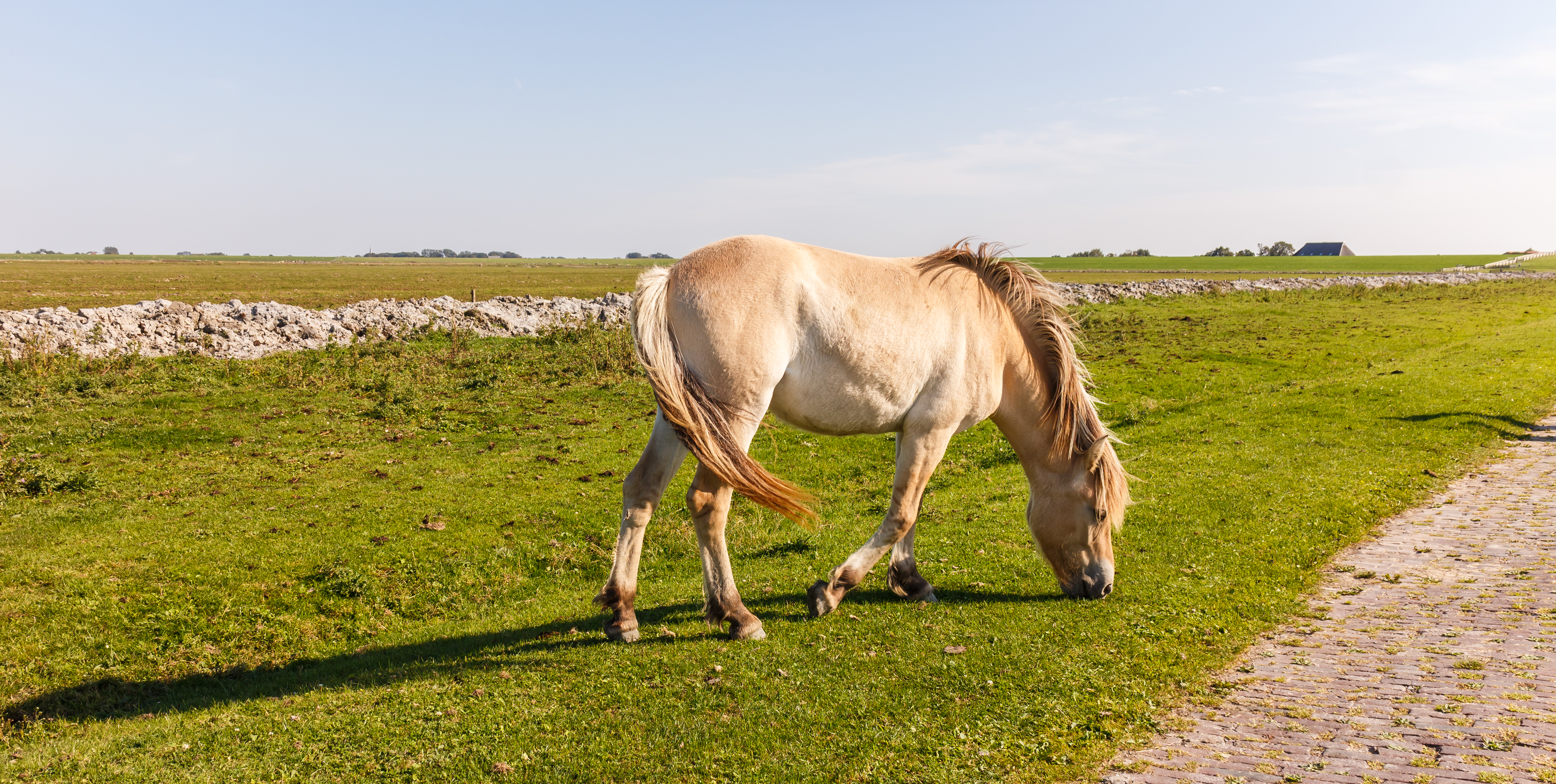
Chăn nuôi ngựa để kiểm soát đồng cỏ

Chăn thả bảo tồn hay bảo tồn bằng việc chăn thả là việc sử dụng chăn thả gia súc bán thuần hóa hoặc đã được thuần hóa để duy trì và tăng tính đa dạng sinh học của đồng cỏ tự nhiên hoặc bán tự nhiên, những vùng đất nóng, đồng cỏ sỏi khô, vùng đất ngập nước và nhiều môi trường sống khác. Chăn thảo bảo tồn thường là việc lựa chọn loài gia súc theo loại thực vật mục tiêu (lựa chọn các loài gia súc theo khẩu vị thực vật mà chúng thích ăn), lựa chọn thời điểm chăn thả để có hiệu quả.
Việc thực hành chăn thả bảo tồn đã được chứng minh là có lợi trong việc kiểm soát đất và trong việc khôi phục, duy trì hệ sinh thái đồng cỏ và hệ sinh thái vùng nhiệt đới. Mức độ chăn thả bảo tồn tối ưu sẽ phụ thuộc vào mục tiêu bảo tồn và các mức độ chăn thả khác nhau, cùng với việc thực hành các hình thức bảo tồn khác, có thể được sử dụng để tạo ra kết quả mong muốn.
Chăn thả bảo tồn không phải để bảo tồn các loài động vật được chăn thả mà sử dụng các loài vật đó (thường là bò, cừu, dê, ngựa và thỏ) để kiểm soát thảm thực vật, loại trừ các loài thực vật gây hại theo mục tiêu, duy trì sinh thái, cảnh quan, cộng đồng sinh học khác. Chăn thả nói chung là ít chuyên sâu hơn so với thực hành việc đốt có kiểm soát hoặc đốt cháy để giảm thiểu thiệt hại theo quy định, nhưng vẫn cần phải được quản lý để đảm bảo rằng chăn thả quá mức (overgrazing) dẫn đến đất bạc màu không xảy ra.

## Tổng quan

### Lịch sử

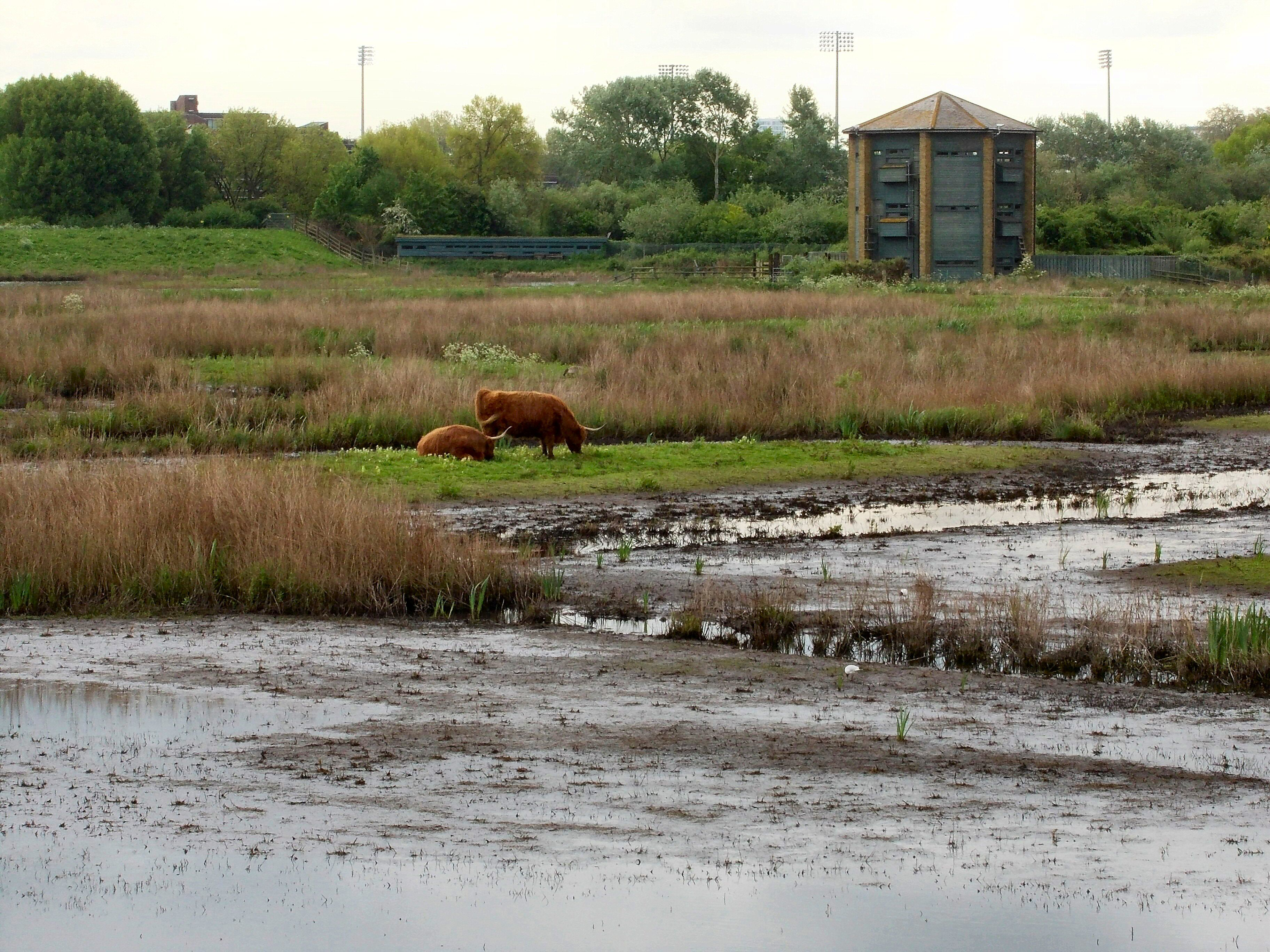
Giống bò cao nguyên được sử dụng trong chăn nuôi có kiểm soát

Đối với đồng cỏ cổ xưa, các loài động vật gặm cỏ, động vật ăn cỏ là một phần quan trọng của hệ sinh thái nơi đây. Khi các động vật gặm cỏ bị chuyển đi theo cách nào đó, các vùng đất được chăn thả có bề dày lịch sử này có thể cho thấy sự suy giảm cả về mật độ lẫn tính đa dạng sinh học của thảm thực vật, cho thấy tầm quan trọng của chúng. Lịch sử của đất đai có thể giúp các nhà sinh thái học và các nhà bảo tồn xác định cách tiếp cận tốt nhất cho một dự án bảo tồn.
Các mối đe dọa lịch sử đối với đồng cỏ chủ yếu bắt đầu bằng việc chuyển đổi đất thành ruộng cây. Tuy nhiên, mối đe dọa này chuyển sang kỹ thuật quản lý đất đai không đúng và gần đây hơn với việc mở rộng các loài cây gỗ do thiếu quản lý và biến đổi khí hậu. Những mối đe dọa cản trở tầm quan trọng sinh thái của cộng đồng đồng cỏ. Đồng cỏ là một bồn thanh tẩy và xử lý carbon, và có lợi cho vật nuôi. Về mặt sinh thái, nếu được quản lý đúng cách, chăn thả bảo tồn có thể giúp khôi phục các tài sản sinh thái mang tính lịch sử này. Tuy nhiên, nếu mức độ chăn thả quá cao, cây bụi sẽ tồn tại trên đồng cỏ.
Năm 1985, Hoa Kỳ đã thành lập Chương trình bảo tồn dự trữ (CRP) đã phát tiền cho nông dân để lại đất hoang, thay vì sử dụng nó cho cây trồng hoặc chăn thả. Người ta cho rằng việc loại trừ hoặc sử dụng chăn thả vừa phải sẽ là một yếu tố quan trọng trong các quyết định trong tương lai về việc phải làm gì với đất đai là một phần của chương trình CRP. Đất đai có thể sử dụng đa dạng trong tương lai. Việc giảm thiểu tác động của biến đổi khí hậu có liên quan nhiều đến việc cô lập carbon, và đồng cỏ rộng lớn có thể đóng một vai trò thiết yếu trong quá trình này. Nhưng nó cũng có thể được sử dụng để luân canh cây trồng vì lợi ích của quần thể động vật hoang dã.

### Thực tiễn

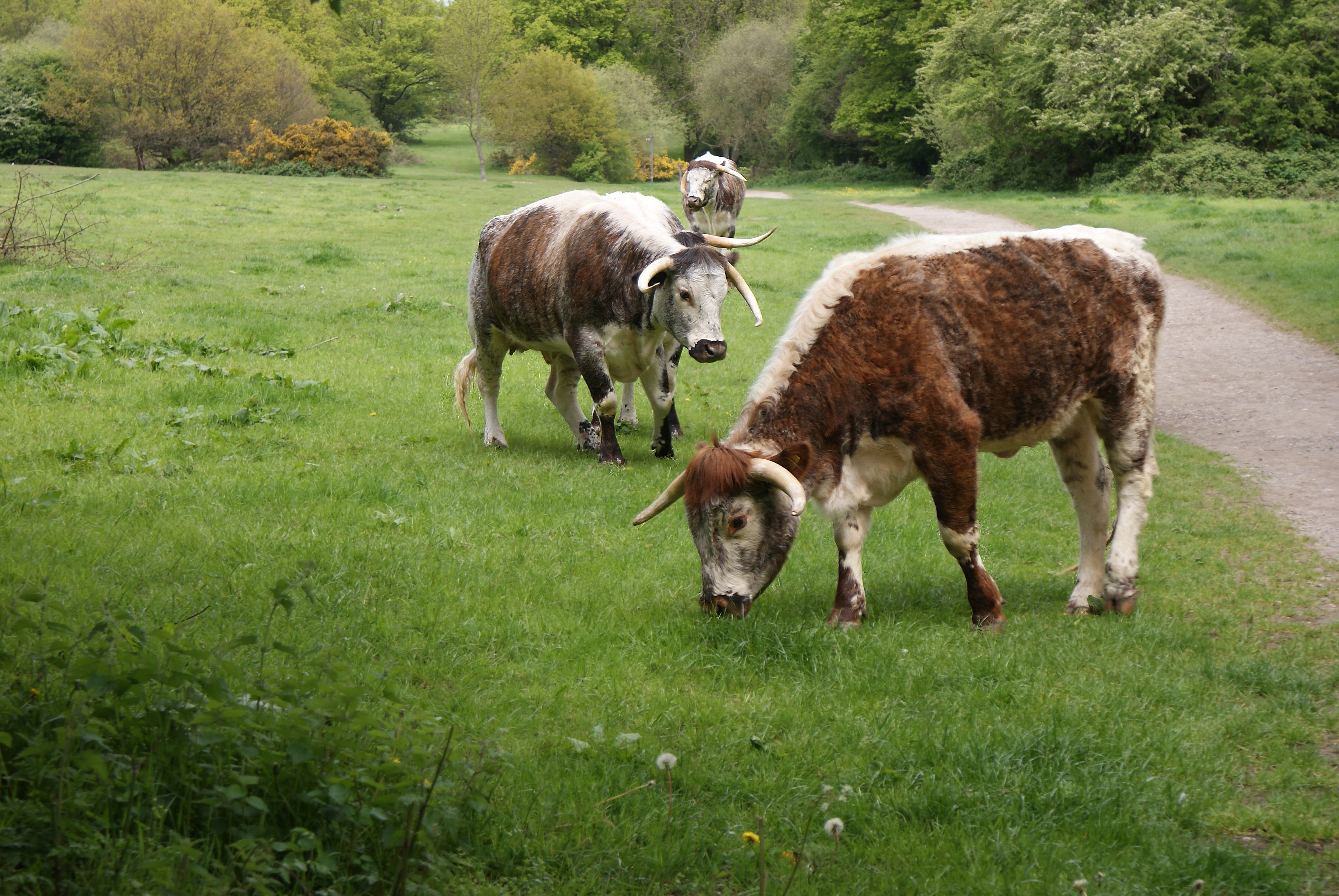
Chăn nuôi bò để cại tạo đất

Việc sử dụng chăn thả bảo tồn phụ thuộc vào kiểu và loại hệ sinh thái, môi trường sống và cộng đồng thực vật nào được mong muốn được duy trì hoặc phục hồi. Chăn thả là một công cụ hữu ích được sử dụng để tạo ra một khu vực cỏ và bụi cây nhỏ chiếm ưu thế. Các nhà nghiên cứu là Tasker và Bradstock đã phát hiện ra rằng các khu vực chăn thả quay về độ phức tạp của thảm thực vật thấp hơn so với việc không được chăn thả, tuy nhiên điều này chủ yếu là do các loài cây và cây bụi tạo ra điểm phức tạp cao hơn so với cỏ là khu vực chăn thả chủ yếu là cỏ bó và cây bụi.
Một số khu vực đã từng có, trong lịch sử như miền rừng, rừng gỗ có thể được chọn để khôi phục lại các điều kiện sinh thái lịch sử, do đó, nghiên cứu của Tasker và Bradstock sẽ ngụ ý rằng các khu vực rừng nên vẫn được chăn nuôi bằng vật nuôi như gia súc đặc biệt là chăn nuôi bò. Thực hành bảo tồn như việc chăn thả cần được theo dõi chặt chẽ. Nếu không, việc chăn thả này có thể bị lạm dụng và có tác dụng ngược lại so với dự định. Việc chăn thả quá mức có thể gây xói mòn, phá hủy môi trường sống, đất bạc màu, hoặc giảm đa dạng sinh học (sự phong phú của loài).
Một vấn đề gây tranh cãi với các hoạt động chăn thả này là liệu chăn thả bảo tồn có thực sự mang lại lợi ích cho cộng đồng đồng cỏ hay không và cần phải thực hiện cường độ quản lý chăn thả. Rambo và Faeth nhận thấy rằng việc sử dụng các động vật có xương sống (chủ yếu là gia súc) để chăn thả của một khu vực sẽ làm tăng sự phong phú của các loài thực vật bằng cách giảm sự phong phú của các loài ưu thế và tăng sự đa dạng, phong phú của các loài quý hiếm. Sự suy giảm về sự phong phú có thể dẫn đến một tán rừng rộng hơn và nhiều chỗ cho các loài thực vật khác xuất hiện. 

### Hiệu ứng

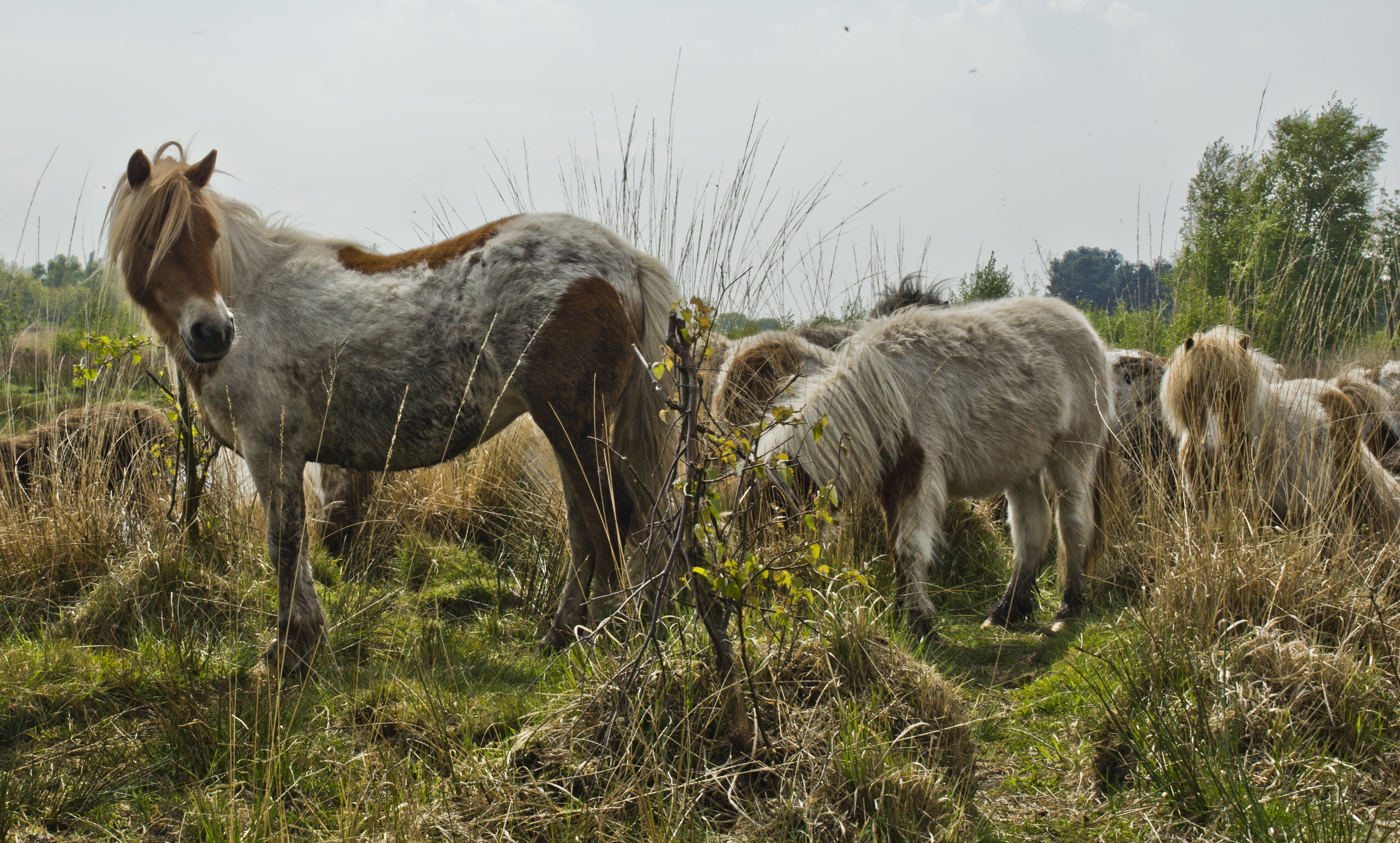
Chăn nuôi ngựa

Các loài chăn thả khác nhau có tác dụng khác nhau. Nai sừng tấm và ngựa có tần suất chăn thả tương tự với gia súc, bò nhưng có xu hướng lan rộng vùng chăn thả của chúng để bao phủ khu vực rộng hơn, tạo ra một hiệu ứng nhỏ hơn trên một khu vực nhất định so với bò. Tương tự như vậy, gia súc đã được cho rằng chúng sẽ là vật hữu ích hơn trong việc khôi phục đồng cỏ với sự phong phú loài ở mức thấp, và cừu đã được cho thấy sự hữu ích cho việc tái lập các cánh đồng hoang địa, cụ thể ở Sheetland có giống cừu Shetland cũng được nuôi để chăn thả bảo tồn đồng cỏ.
Loại diện tích cần được khôi phục hoặc duy trì sẽ xác định các loài gặm cỏ lý tưởng cho chăn thả bảo tồn. Dumont và cộng sự tìm ra được những chứng cớ cho thấy rằng trong việc sử dụng các giống khác nhau của bò đực thì rằng là giống truyền thống xuất hiện hơi chọn lọc ít hơn so với giống thương mại, nhưng đã không tạo ra một sự khác biệt đáng kể trong đa dạng sinh học. Trong nghiên cứu đặc biệt này, đa dạng sinh học được duy trì bởi cùng một số lượng bởi cả hai loại giống.
Nói chung, ở châu Âu thì các giống bò được ưu tiên để chăn thả bảo tồn. Dê hoang dã đôi khi được sử dụng để chăn thả bảo tồn, để kiểm soát sự lây lan của các bụi không mong muốn hoặc cỏ dại trong môi trường sống tự nhiên mở như đồng cỏ phấn và đồng cỏ đồi thấp. Ở xứ Wales thường có những con dê hoang sinh sống ở vùng núi Welsh, chúng được sử dụng để bảo tồn chăn thả gia súc ở một số nơi như Stackpole ở South Wales hoặc Great Orme ở Llandudno ở Bắc xứ Wales. Đây chính là hiệu ứng phục hồi chăn thả phụ thuộc vào loài gặm cỏ.

## Ảnh hưởng
Việc chăn thả bảo tồn được nghiên cứu và báo cáo những ảnh hưởng nhất định của phương pháp này đến cảnh quan, sinh thái như ảnh hưởng đến các loài thực vật bản địa và phi bản địa, ảnh hưởng đến các loài động vật, côn trùng, và ảnh hưởng đến toàn hệ sinh thái của khu vực chăn thả.

### Đến thực vật

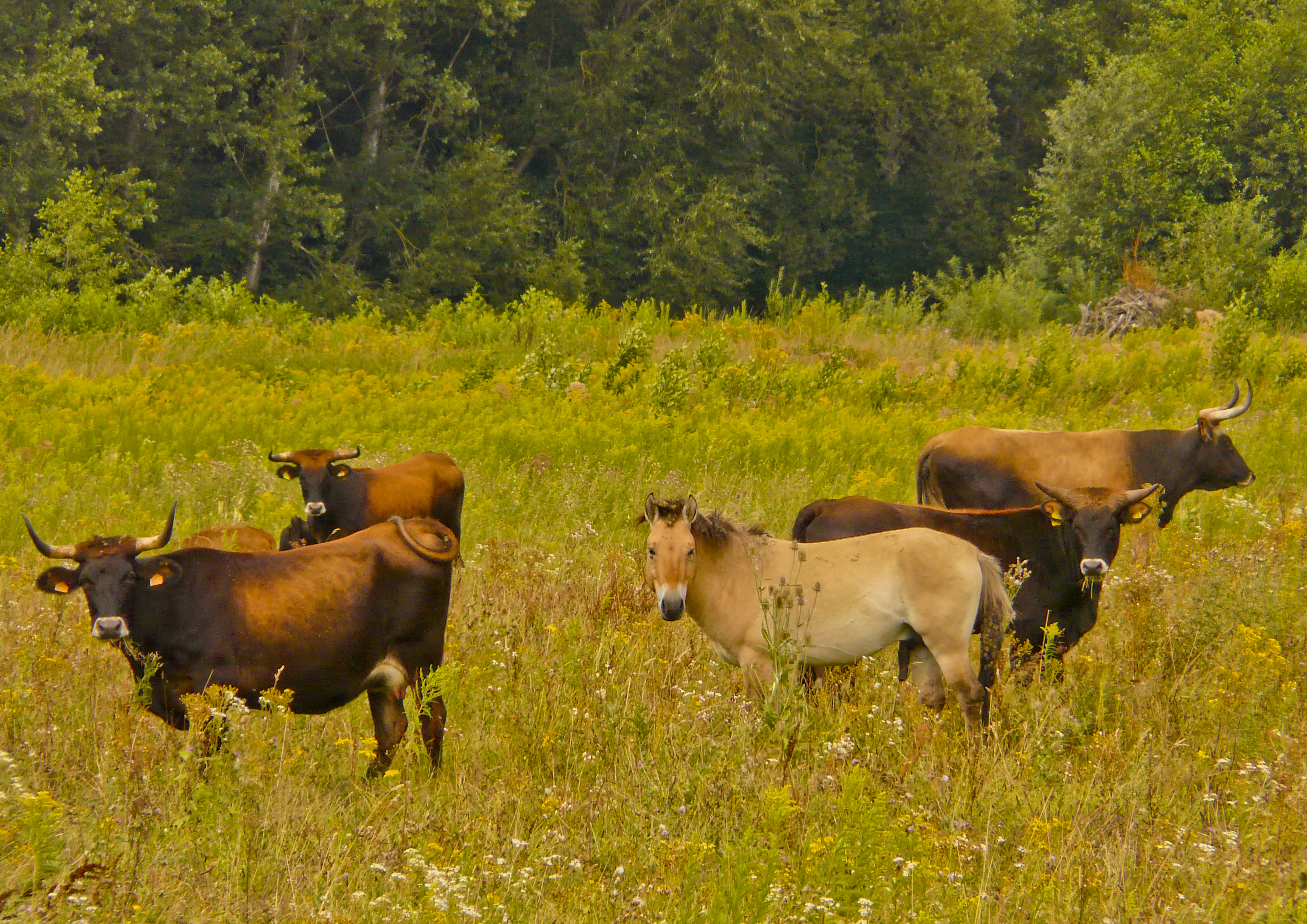
Việc chăn thả bảo tồn với nhiều giống vật nuôi có tác động rõ nét lên hệ thực vật

Ảnh hưởng đối với các loài thực vật bản địa và phi bản địa là có. Bảo tồn chăn thả là một công cụ được sử dụng để bảo tồn đa dạng sinh học. Tuy nhiên, một mối nguy hiểm trong chăn thả là tiềm năng cho các loài xâm lấn ngày càng có khả năng bùng phát cũng như đa dạng sinh học bản địa. Một nghiên cứu của Loeser và cộng sự cho thấy rằng các khu vực chăn thả động vật ăn cỏ và các loài gặm cỏ cường độ cao làm tăng sinh khối của các loài không được du nhập.
Cả hai đều cho thấy phương pháp tiếp cận trung gian là phương pháp tốt nhất. Các tổ chức phi chính phủ (NGO) có quan tâm nghiên cứu về vấn đề này đã chứng minh rằng chúng không thích nghi tốt với các thay đổi về thổ nhưỡng vùng đất, chẳng hạn như hạn hán. Điều này cho thấy rằng việc hiện thực các phương pháp chăn thả có kiểm soát sẽ làm giảm sự phong phú của những loài không phải là loài bản địa trong những mảnh đất (lô đất) đó chưa được quản lý đúng cách.
Ảnh hưởng của chăn thả cũng có thể phụ thuộc vào từng loài thực vật và phản ứng của chúng đối với việc chăn thả. Thực vật sẽ có sự thích nghi với chăn thả rộng rãi (như nguyên nhân do gia súc thực hiện) sẽ đáp ứng nhanh hơn và hiệu quả hơn với việc chăn thả hơn so với các loài bản địa không phải đối phó với áp lực chăn thả dữ dội trong quá khứ. Cần quan tâm đến sự đáp ứng của thực vật đối với việc chăn thả này để có sự điều chỉnh về loại hình, loại gia súc và thời điểm chăn thả cho phù hợp.
Một thí nghiệm được thực hiện bởi Kimball và Schiffman cho thấy rằng chăn thả sẽ gia tăng độ che phủ của một số loài bản địa nhưng không làm giảm độ che phủ của các loài không sinh sản. Sự đa dạng loài của các loài thực vật bản địa đã có thể đáp ứng với chăn thả và tăng tính đa dạng. Cộng đồng sinh thái sẽ trở nên dày đặc hơn so với mức độ ban đầu với sự đa dạng sinh học tăng lên. Tuy nhiên, điều này có thể đã được chỉ đơn giản là sai trong từng lô do thực tế rằng các thành phần bản địa và phi bản là của các loài khác nhau giữa các lô chăn thả. 

### Đến động vật
Ảnh hưởng đến các loài không phải thực vật: Đối với côn trùng và bướm: Mức độ chăn thả có ảnh hưởng đáng kể đến sự phong phú của loài và sự phong phú của côn trùng trên đồng cỏ. Quản lý đất đai dưới hình thức chăn thả có xu hướng giảm đa dạng với cường độ gia tăng. Kruess và Tscharntke phân bổ sự khác biệt này với chiều cao tăng trưởng của cỏ trong các khu vực không được chăn thả. Nghiên cứu cho thấy sự phong phú và đa dạng của côn trùng (chẳng hạn như bướm, ong và ong bắp cày) đã được tăng lên bằng cách tăng chiều cao của từng cây cỏ. Tuy nhiên, các loại côn trùng khác như châu chấu phản ứng tốt hơn với tính không đồng nhất của thảm thực vật.
Chăn thả có thể có tác động khác nhau trên động vật có xương sống. Kuhnert và cộng sự đã quan sát thấy rằng các loài chim khác nhau phản ứng theo những cách khác nhau để thay đổi cường độ chăn thả. Chăn thả cũng được cho là góp phần làm giảm sự phong phú của động vật có xương sống, chẳng hạn như các loài chó đồng cỏ và rùa sa mạc. Tuy nhiên, Kazmaier và cộng sự thấy rằng ảnh hưởng của việc chăn thả vừa phải trên nhưng con rùa Texas đã không cho thấy sự khác biệt đáng kể khi so sánh các khu vực (ô chăn thả hay lô chăn thả) được cho chăn thả và không được cho chăn thả. 

### Đến sinh thái

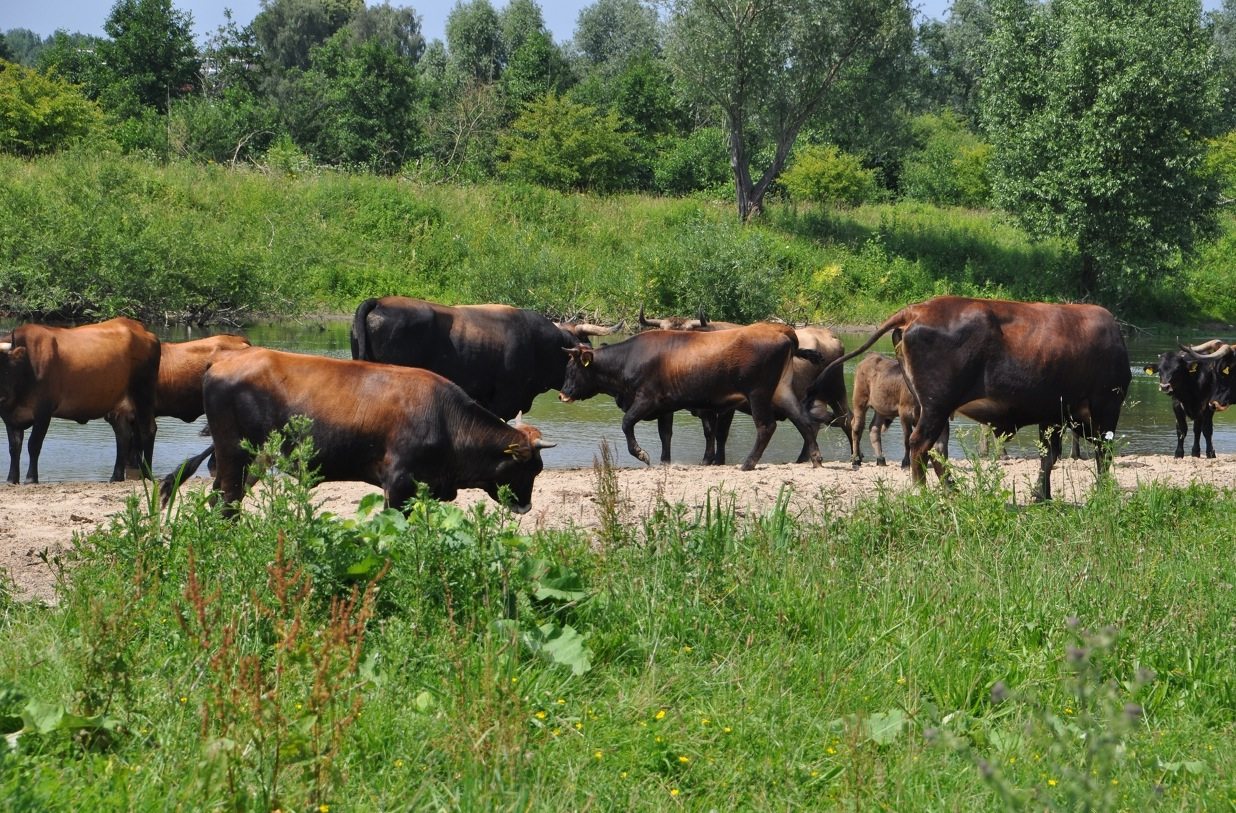
Chăn thả một số lượng lớn bò không kiểm soát sẽ ảnh hưởng đến hệ sinh thái

Ảnh hưởng đến hệ sinh thái đất ngập nước tạm thời: Suy thoái đất ngập nước tạm thời và mất đa dạng sinh học đã có, tại một thời điểm, được đổ lỗi cho chăn thả không được quản lý của cả thú móng guốc bản địa và không có nguồn gốc địa phương và các loài động vật gặm cỏ khác. Một nghiên cứu được thực hiện bởi Jaymee Marty của Tổ chức Bảo tồn Thiên nhiên đã xem xét các ảnh hưởng trên các hồ cá được hình thành ở vùng California khi các loài gặm cỏ được gây ra.
Các kết quả của nghiên cứu ngắn cho thấy các khu vực đã được loại bỏ các loài gặm cỏ có sự đa dạng thấp hơn của hệ cỏ bản địa, động vật không xương sống và động vật có xương sống trong các hồ bơi tự nhiên, với sự gia tăng sự phong phú và phân bố cỏ không có nguồn gốc trong khu vực. Nghiên cứu này cũng đã chứng minh sự thành công sinh sản của từng loài cá thể trong khu vực, chẳng hạn như loài cóc da mượt phía Tây (Spea hammondii) và loài giông hổ California (Ambystoma californiense).
Marty lập luận rằng sự sụt giảm này là do các hệ sinh thái thích ứng với những thay đổi lịch sử trong các loài gặm cỏ và các hiệu ứng mà chúng có. Nói cách khác, hệ sinh thái lịch sử, về mặt lý thuyết, đã phản ứng tích cực với việc loại bỏ chăn thả gia súc, tuy nhiên, hệ thống đã thích nghi với các loài được du nhập ở châu Âu và bây giờ có thể yêu cầu chúng duy trì sự đa dạng. Trong một nghiên cứu khác được thực hiện bởi Pyke và Marty, các phép đo cho thấy trung bình các ao bên trên vùng đất chăn thả dài hơn các khu vực không được cho chăn thả và đất có khả năng chống thấm nước ở các khu vực chăn thả. 

## Phương pháp

### Theo mục tiêu
Các ý niệm về bảo tồn chăn thả và chăn thả theo thời hạn có phần đồng nghĩa với thuật ngữ nhắm tới chăn thả có mục tiêu. Chăn thả theo mục đích lần đầu tiên được sử dụng trong một cuốn sổ tay về chủ đề này trong năm 2006 và được đặt ra để phân biệt nó với chăn thả theo quy định, mà Cơ quan bảo tồn tài nguyên quốc gia (USDA) sử dụng để mô tả tất cả chăn thả được quản lý. Thuật ngữ chăn thả bảo tồn mô tả chăn thả gia súc trong chăn nuôi để duy trì và phục hồi đa dạng sinh học hệ sinh thái, trong khi chăn thả theo mục tiêu có mục tiêu quản lý cảnh quan và thực vật rộng hơn.

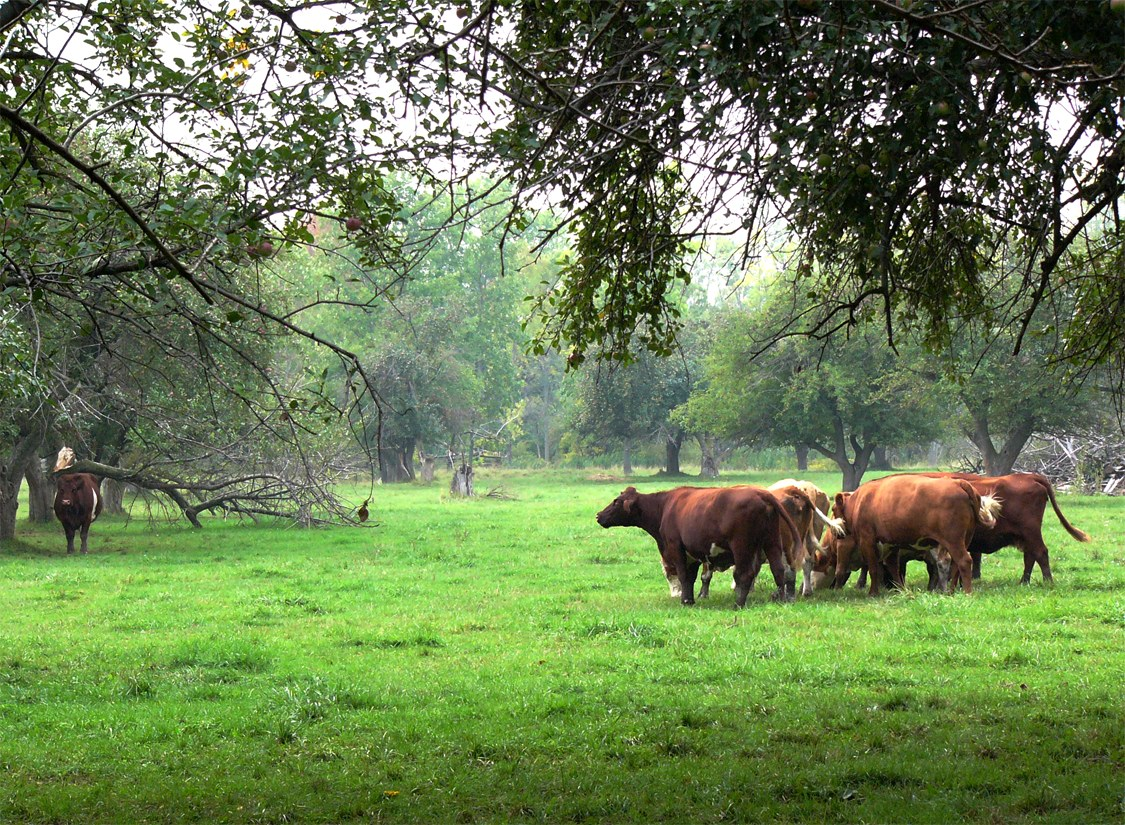
Chăn thả theo mục tiêu

Chăn thả theo mục tiêu là việc áp dụng một loại vật nuôi cụ thể tại một mùa, thời gian và cường độ xác định để đạt được mục tiêu thực vật hoặc cảnh quan được xác định. Sự khác biệt chính giữa chăn thả mục tiêu và các loại quản lý chăn thả khác là chăn thả mục tiêu tập trung vào việc sử dụng chăn thả như một công cụ cho thực vật và tăng cường cảnh quan hơn là chăn nuôi. Chăn thả mục tiêu là một công cụ khác trong bộ công cụ của người quản lý đất để hình thành và phát triển hệ sinh thái và cảnh quan thiên nhiên mong muốn.
Chăn thả theo mục tiêu thường được sử dụng kết hợp với các công nghệ quản lý và sử dụng đất khác như đốt quang (đốt đi những thực vật nghèo kiệt), sử dụng thuốc diệt cỏ để loại trừ các loài cỏ dại hoặc các phương pháp làm sạch đất. Tuy nhiên, ở nhiều khu vực như các khu vực giao thông không thuận lợi, không có đường lớn vào hoặc các khu vực có quy định việc đốt phá phải bị hạn chế nghiêm thì chăn thả theo mục tiêu có thể là lựa chọn tốt nhất và/hoặc chỉ có tính khả thi.
Nghiên cứu và kinh nghiệm quan sát những diễn biến trên mặt đất đã chỉ ra rằng chăn thả có mục tiêu có thể cạnh tranh với các loại thuốc trừ cỏ truyền thống và phương pháp kiểm soát cơ học đối với nhiều loại thực vật xâm lấn và được sử dụng để giảm các nguồn gây hỏa hoạn trong các khu vực dễ cháy. Một trong những ví dụ phổ biến và hiệu quả nhất về chăn thả mục tiêu là sử dụng vật nuôi để quản lý cỏ dại và trên khắp nước Mỹ và nước ngoài kỹ thuật này đang được sử dụng để kiểm soát mọi thứ từ loài xâm hại đến cây bách xù.
Nguyên tắc chăn thả mục tiêu là với kỹ năng quan trọng nhất để phát triển một chương trình hay kế hoạch chăn thả mục tiêu là kiên nhẫn và có sự cam kết. Tuy nhiên, sự hiểu biết về chăn nuôi và phản ứng của cây trồng đối với chăn thả là rất quan trọng trong việc phát triển một chương trình chăn thả mục tiêu. Chương trình nên có một tuyên bố rõ ràng về loại động vật, thời gian và tốc độ chăn thả cần thiết để ngăn chặn các cây gây phiền hà và duy trì một cảnh quan lành mạnh. Các ứng dụng chăn thả nên:
- 1) Gây thiệt hại đáng kể cho các cây mục tiêu hướng đến để triệt hạ
- 2) Hạn chế thiệt hại cho thảm thực vật mong muốn
- 3) Được tích hợp với các chiến lược kiểm soát khác.

Đầu tiên, gây thiệt hại đáng kể cho các cây mục tiêu đòi hỏi sự hiểu biết khi cây mục tiêu dễ bị tổn thương do chăn thả và khi chúng thích hợp nhất với vật nuôi. Nhắm mục tiêu khẩu vị của cây phụ thuộc vào động vật ăn cỏ thừa kế và phát triển các sở thích của chúng về từng loại thực vật (ví dụ như hình dạng của miệng cừu và dê làm cho chúng thích hợp để ăn cỏ dại lá rộng, chúng sẽ bứt lá ăn). Dê cũng là loài có được cấu trúc tốt để ăn cây bụi. Thứ hai, cây mục tiêu thường tồn tại trong một cộng đồng thực vật với nhiều cây trồng mong muốn.
Thách thức là việc chọn đúng thời điểm khi chăn thả, thời gian chăn thả và cường độ chăn thả để tối đa hóa tác động lên cây mục tiêu trong khi giảm tác hại này trên cộng đồng thực vật liên quan, nghĩa là làm sao cho động vật chỉ ăn những loại cây mà mong muốn làm cỏ nhưng không phạm vào các loại cây có ích khác. Cuối cùng, mục tiêu quản lý, mục tiêu các loài thực vật, thời tiết, địa hình, địa vật, thổ nhưỡng, đặc tính sinh lý thực vật và các cộng đồng thực vật liên quan là một trong nhiều biến số có thể xác định loại và thời gian điều trị này. Mục tiêu chăn thả được nhắm mục tiêu phát triển tốt và một kế hoạch quản lý thích ứng có tính đến các chiến lược kiểm soát khác cần phải được đặt ra.

### Nuôi thỏ

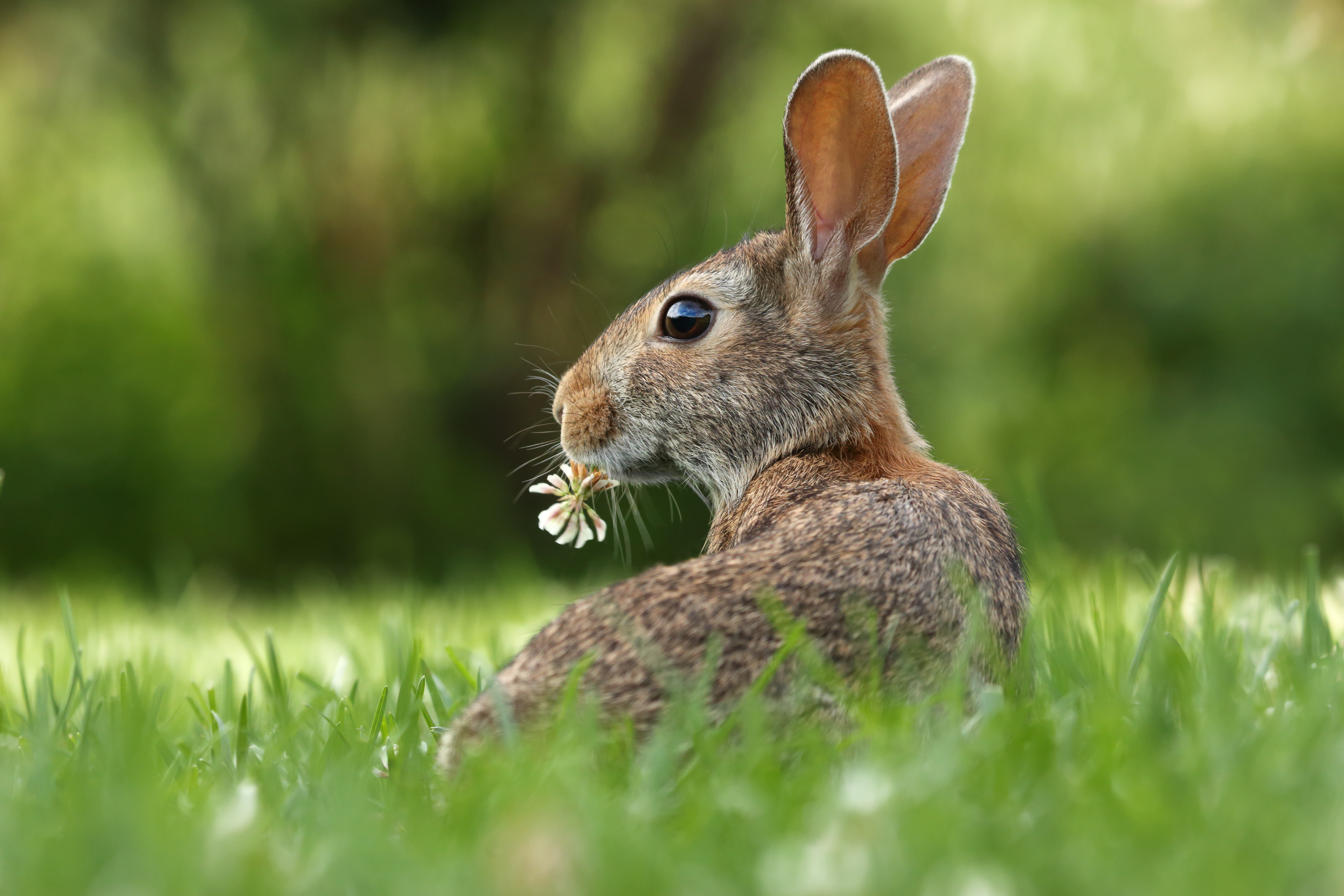
Thỏ cũng được sử dụng để chăn thảo bảo tồn

Vấn đề nuôi thỏ trên đồng cỏ đã được thảo luận rộng rãi do ảnh hưởng của chúng đến thành phần đất. Bell và Watson phát hiện ra rằng thỏ cho thấy sự ưa thích việc gặm nhấm các loài thực vật khác nhau. Sở thích này có thể thay đổi thành phần của một cộng đồng thực vật. Trong một số trường hợp, nếu ưu tiên dành cho một loài gặm cỏ không xâm lấn, hay xâm lấn thì việc chăn thả thỏ có thể có lợi cho cộng đồng bằng cách giảm sự phong phú phi bản địa và tạo chỗ cho các loài thực vật bản địa lấp đầy khoảng trống sinh thái.
Khi thỏ ăn cỏ ở mức độ vừa phải, chúng có thể tạo ra một hệ sinh thái phức tạp hơn, bằng cách tạo ra nhiều môi trường biến đổi hơn, điều này sẽ cho phép các mối quan hệ đối thủ giữa các loài ăn thịt hơn giữa các sinh vật khác nhau. Tuy nhiên, bên cạnh hiệu ứng trên thảm thực vật hoang dã, thỏ còn phá hủy cây trồng, cạnh tranh với các động vật ăn cỏ khác và có thể dẫn đến thiệt hại sinh thái cực đoan (ví dụ như vấn nạn thỏ hoang ở Úc), cạnh tranh này có thể trực tiếp hoặc gián tiếp.
Những con thỏ có thể đặc biệt ăn khỏe trong các cuộc cạnh tranh tìm nhắm mục tiêu thức ăn hoặc nó có thể ức chế sự phát triển của cỏ mà các loài khác ăn. Ví dụ, chăn thả thỏ ở Hà Lan ngăn cản cỏ cao trở nên thống trị trong hệ sinh thái. Điều này lần lượt tăng cường sự phù hợp của đồng cỏ cho ngỗng Brant (Branta bernicla). Tuy nhiên, chúng có thể mang lại lợi ích cho những kẻ săn mồi làm tốt hơn ở các khu vực mở, bởi vì thỏ làm giảm lượng thực vật khiến cho những kẻ săn mồi đó dễ dàng phát hiện con mồi của chúng hơn. Cuối cùng, chăn thả đã chứng minh sử dụng trong việc làm sạch thảm thực vật chết khô hay cỏ héo úa để giảm nguy cơ hỏa hoạn của các khu vực bị hạn hán.